# 将官・佐官出身の国会議員の一覧
陸軍、海軍、自衛隊において、将官・佐官であった経歴を有する日本国憲法下における国会議員の一覧。
- 衆議院にあっては第23回以降の当選者。
- 参議院にあっては創立以来の当選者。
- 将官・佐官の別は旧軍・自衛隊を通じた最終階級による。
- （）内は当選した選挙を示す。凡例：「参1回（全国区）」は第1回参議院議員通常選挙の全国区にて当選。

## 将官
- 宇垣一成 陸軍大将 （参3回（全国区）、当選1回）
- 野村吉三郎 海軍大将 （参3回補欠選（和歌山）、参5回（和歌山）、当選2回）
- 真崎勝次 海軍少将 （衆27回（佐賀）、当選1回ただし戦前の衆21回でも当選）
- 下村定 陸軍大将 （参5回（全国区）、当選1回）
- 保科善四郎 海軍中将 （衆27回（宮城1）、衆28回（宮城1）次点後に繰上当選、衆29・30回（宮城1）、当選4回）
- 山本茂一郎 陸軍少将 （参7回（全国区）、参9回（全国区）、当選2回）
- 松村秀逸 陸軍少将 （参4回（全国区）、参6回（全国区）、当選2回）
- 源田実 海軍大佐・航空幕僚長 （参6回（全国区）、参8回（全国区）、参10回（全国区）、参12回（全国区）、当選4回）
- 堀江正夫 陸軍少佐・陸将 （参11回（全国区）、参13回（比例区）、当選2回）
- 永野茂門 陸軍大尉・陸上幕僚長 （参14回（比例区）、参16回（比例区）、当選2回）
- 田村秀昭 空将 （参15回（比例区）、参17回（比例区）、参19回（比例区）、当選3回）

## 佐官
- 長屋茂 海軍大佐 （参8回（全国区）、当選1回）
- 辻政信 陸軍大佐 （衆25～28回（石川1）、参5回（全国区）、当選5回）
- 大谷藤之助 海軍中佐 （参4回（全国区）、参6回（全国区）、参8回（全国区）、参10回（全国区）、当選4回）
- 松野頼三 海軍主計少佐 （衆23～34回（熊本1）、衆36～38回（熊本1）、当選15回）
- 中曽根康弘 海軍主計少佐 （衆23～40回（群馬3）、衆41・42（比例北関東）、当選20回）
- 亀岡高夫 陸軍少佐 （衆29～38回（福島1）、当選10回）
- 堀内一雄 陸軍少佐 （衆21回、27～30回（山梨）、当選5回）
- 佐藤正久 1等陸佐 （参21回（比例区）、参23回（比例区）、参25回（比例区）、当選3回）

## 関連文献
- 土田宏成「戦前期陸海軍出身議員に関する予備的考察」史学雑誌109-3、2000年。帝国議会議員となった将官・佐官出身者の一覧が掲載されている。
- 津田壮章「戦後日本の政軍関係と自衛隊出身政治家の消長――隊友会機関紙『隊友』の言説分析を中心に」戦争社会学研究会編『戦争社会学研究5　計量歴史社会学からみる戦争』147-169、みずき書林、2021年。